# Tara Llanes
Tara Janelle Llanes (ur. 28 listopada 1976 w West Covina) – amerykańska kolarka górska i BMX, czterokrotna medalistka mistrzostw świata MTB.

## Kariera
Pierwszy sukces w karierze Tara Llanes osiągnęła w 1999 roku, kiedy zajęła trzecie miejsce w klasyfikacji dualu w Pucharze Świata w kolarstwie górskim. Wynik ten powtórzyła w sezonie 2001, a rok wcześniej była druga, ulegając jedynie Anne-Caroline Chausson z Francji. W tym samym czasie zdobyła srebrny medal w tej konkurencji na mistrzostwach świata MTB w Sierra Nevada. W zawodach tych wyprzedziła ją jedynie Chausson, a trzecie miejsce zajęła kolejna reprezentantka Francji – Sabrina Jonnier. Na rozgrywanych w 2001 roku mistrzostwach w Vail Llanes była trzecia, za Chausson i Katriną Miller z Australii. W 2004 roku brała udział w mistrzostwach świata w Les Gets, gdzie była trzecia w four crossie, przegrywając tylko z Czeszką Janą Horákovą i swą rodaczką Jill Kintner. Ostatni medal zdobyła podczas mistrzostw w Livigno w 2005 roku, gdzie ponownie była trzecia w four crossie. Tym razem lepsze okazały się Kintner i Miller. Ponadto dwukrotnie stawała na podium klasyfikacji końcowej PŚ w tej konkurencji: w sezonie 2004 była druga, a rok później zajęła trzecie miejsce.
W wyniku wypadku z 1 września 2007 roku podczas zawodów w Beaver Creek Tara została sparaliżowana od pasa w dół. Jeszcze tego samego dnia przeszła siedmiogodzinną operację kręgosłupa. Początkowe rokowania wskazywały, iż paraliż jest trwały. Po intensywnej rehabilitacji w 2008 roku odzyskała częściowo władzę w nogach.